# Erythrobarbula yunnanensis
Erythrobarbula yunnanensis là một loài Rêu trong họ Pottiaceae. Loài này được (Herzog) Steere mô tả khoa học đầu tiên năm 1951.